# 雛壇芸人
雛壇芸人（ひなだんげいにん、ひな壇芸人）とは、日本国内の数名以上のゲストが集まるテレビのトークバラエティ番組において、準レギュラーあるいはそれに類する頻度で出演するお笑い芸人のことを指す。複数段になっている雛壇の後方に座る事が多いため、この名称がつけられた。「にぎやかし」とも言われ、同義語に「がや（芸人）」。
この言葉は2009年、ユーキャン新語・流行語大賞にノミネートされた。

## 概要
邪魔にならないように笑いを取って番組を盛り上げたり、司会者の進行をスムーズに促して番組の手助けも行ったりする（具体的には小技を参照）。
テレビ番組において雛壇が多用されるルーツは『笑点』の大喜利や、1985年4月に始まった『天才・たけしの元気が出るテレビ!!』の頃からで、メインキャストの左右と上段にサブキャストが座り、VTR明けなどのトークで掛け合いをするスタイルが定着したあたりからである。しかし当時は単に「雛壇状」に出演者席が配置されていたに過ぎず、「雛壇芸人」という概念もまだなかった。
1990年代後半から2000年代初頭には明石家さんま司会の『踊る!さんま御殿!!』や島田紳助司会の『行列のできる法律相談所』→『行列のできる相談所』がヒットしている。
2006年3月20日放送回の『雨上がり決死隊のトーク番組 アメトーク!』（テレビ朝日系列）において、品川祐（品川庄司）がプロデュースした企画「ひな壇芸人」が放送され、雛壇芸人を集めて雛壇芸人ならではの技術について解説するといった内容であった。この企画に対しての視聴者や業界の反響は大きく、この回の放送以降多くのメディアに取り上げられ、「雛壇芸人」というジャンルが名称と共に広く知られるようになり、年々増加するお笑いタレントのジャンルから新ジャンルとして追加された。
2008年のリーマン・ショックがきっかけでテレビ局の広告収入が減り、制作費が削減された結果、大規模なロケ企画が主流のドキュメントバラエティや大がかりなコントのために衣装やセットを作ることが難しくなり、雛壇芸人を集めたスタジオでのトーク番組が大量に放送されるようになった。ただしタレントのデーブ・スペクターは「ひな壇芸人の中で実力のあるタレントはごくわずか。8割以上は実力もなく、ひな壇に座っている」と批評している。

## 芸人にとっての分岐点
「雛壇芸人」というジャンルが一般に知られるようになって以降、若手だけでなく中堅でそれまでリポーターなどで活躍していた芸人の中でも話術のある芸人や、滑ってもわかりやすいキャラクター、一発ギャグを持っている芸人など、雛壇芸人としての出演が多くなっている。もともと雛壇は若手芸人の指定席ともいえたが、近年「雛壇芸人」と呼ばれる専門の技術を持った中堅クラスの芸人が台頭してきたために、若手芸人にとってはチャンスが激減している傾向にある。ある程度知名度を獲得した芸人はバラエティ番組の雛壇に座り、トークを無難にこなして初めて次のステップに進む、というのが現在の流れでは規定のコースとされている。しかしその場でのトークはその芸人がこれまで培ってきた芸とは別の能力を必要とするため、雛壇で玉砕してしまうケースも多く、漫才やコントなどの著名なグランプリで優勝したにもかかわらず雛壇トークがイマイチだったためにバラエティ番組に呼ばれなくなった芸人も数多い。このように雛壇は、芸人がバラエティ番組に向いているかを評価される、芸人にとっての「分岐点」となっている。

## 種類
品川庄司の品川祐は、雛壇芸人は以下の種類があるとしている。ただし必ずしも種類分け可能というわけではなく、2種類以上に渡るスタイルの芸人も存在する。
裏回し型
「裏回し」とは、「司会者が振った話題を雛壇にいるゲスト同士で回して盛り上げる」という技術を指し、そのような技術に長けている雛壇芸人がこの類に入る。司会者やゲストに話題を振ったりツッコミを入れたりと、バラエティ慣れしていなかったり緊張している俳優やタレントが話しやすくなるような雰囲気作りをする。司会者が直接話しかけると目立つため、自然な進行が求められる。
天然・自由演技型
司会者が笑いを取りにいく際に必要とされる、いわゆる“いじられ役”である。
ガヤ芸人
司会者がネタとして芸人達をないがしろにするような言動を取った時や、クイズ席やステージに上がっているゲストが大ボケをした時に、雛壇の後方から大声でツッコミやヤジを入れたり、揃って席から転げ落ちるなどのリアクションを取ったりする。品川によると『お笑い芸人歌がうまい王座決定戦スペシャル』（フジテレビ系列）、『史上最強のメガヒットカラオケBEST100 完璧に歌って1000万円!!』（テレビ朝日系列）など、ゲストが多人数での番組から誕生した後発のジャンルとのこと。
その『アメトーーク』でも2008年11月20日と2012年2月16日の2回「ガヤ芸人」を取り上げた。

## 小ワザ
VTR鑑賞中に「あ〜」「へぇ〜」「なるほど〜」と感嘆してみせることで、笑いとは関係ないがワイプに映し出され、場合によっては音声もオンエアされる場合もある。また、場合によっては教養番組のようなゲストのリアクションが欲しい番組で起用されることもある。

## 雛壇芸人とされる主なお笑いタレント
- 関根勤
- 勝俣州和
- 出川哲朗
- FUJIWARA〈藤本敏史・原西孝幸〉
- カンニング竹山
- 岡田圭右（ますだおかだ）
- ケンドーコバヤシ
- 陣内智則
- ビビる大木
- 土田晃之
- 吉村崇 （平成ノブシコブシ）
- 澤部佑（ハライチ）
- 飯尾和樹（ずん）
- 井口浩之（ウエストランド）
- 鬼越トマホーク〈金ちゃん・良ちゃん〉
- ヒコロヒー
- せいや（霜降り明星）

### 雛壇芸人だった主なお笑いタレント
一昔前までは雛壇芸人的存在だったが、現在ではMC側で活躍することが多い主なタレント若しくはテレビ出演が減少しているタレント。
- 今田耕司[4]
- 東野幸治
- おさる
- バナナマン（日村勇紀・設楽統）[10]
- 次長課長（河本準一・井上聡）
- フットボールアワー（岩尾望・後藤輝基）[11]
- ブラックマヨネーズ（吉田敬・小杉竜一）[12]
- アンタッチャブル（山崎弘也・柴田英嗣）
- おぎやはぎ（小木博明・矢作兼）
- 品川庄司（品川祐・庄司智春）[4]
- 梶原雄太（キングコング）
- オードリー（若林正恭・春日俊彰）[12][13][14]
- 山里亮太（南海キャンディーズ）
- ピース（綾部祐二・又吉直樹）

ほか多数。

### 雛壇芸人とされる主な外国人タレント
- ボビー・オロゴン
- ベリッシモ・フランチェスコ
- フィフィ

## 批評
爆笑問題の太田光は情報誌『日経エンタテインメント!』2010年3月号のインタビューで、テレビ番組全体に感じている思いについて尋ねられた際に、「アメリカだと、完全にテレビがカタログ化しちゃってる部分があると思うんですよ。一時期、日本のテレビもアメリカみたいになっちゃうかなっていう危機感があったんですけど、だんだんそうはならないんじゃないかって思い始めていて。例えば品川（祐）が“ひな壇芸人”っていう言葉を広めたように、ああいう高度なテレビの見方って日本独特のものだと思うのね。視聴者が出演者の役割を把握してるんです」と答えている。また、その下地を視聴者が共有した上でのパロディが成立するようになっているため、これからそういった見方はさらに高度になり、今あるバラエティ番組の形を茶化すような「玄人っぽい」番組が出てくるだろうと分析している。
ビートたけしは気に入っているお笑い芸人としてブラックマヨネーズの名前を挙げ、彼らの雛壇での活躍ぶりを称賛しているが、彼らに代表されるように今のお笑い芸人がひな壇芸人としてメインの横でウケることが「売れている」状態になっていることに危機感を覚えると発言している。